# Seitersdorf
Seitersdorf ist ein Gemeindeteil der Gemeinde Haundorf im Landkreis Weißenburg-Gunzenhausen (Mittelfranken, Bayern). Seitersdorf liegt in der Gemarkung Haundorf.

## Lage
Das Dorf liegt etwa 8,5 km nordöstlich der Stadt Gunzenhausen und 2 km östlich von Haundorf an der Kreisstraße WUG 22. Zur Bundesstraße 466 sind es in östlicher Richtung ca. 500 m. Der westlich des Ortes entspringende Seitersdorfer Bach mündet nahe der B 466 in den Erlbach.

## Geschichte
Im Salbuch des Spalter Kollegiatstiftes von 1619 werden für Seitersdorf 2 Güter aufgelistet. Eines wurde 1598 vom Nürnberger Eigenherrn Hans Rieter eingetauscht.
Im Topo-geographisch-statistischen Lexicon vom Königreiche Bayern aus dem Jahr 1832 wird Seitersdorf (auch Seutersdorf) als Weiler mit 22 Häusern und 100 Einwohnern beschrieben.
Zu jener Zeit gehörte der Ort zur Pfarrei Gräfensteinberg.